# Barnabieten
De Barnabieten of Congregatie van de reguliere priesters van de Heilige Paulus (in het Latijn:  Congregatio Clericorum Regularium Sancti Pauli Barnabitarum, of Barnabitae) is een rooms-katholieke kloosterorde. In (oude Latijnse) teksten wordt de congregatie vermeld met de afkorting B. In de Verenigde Staten gebruikt men de afkorting CRSP. Ook bekend als Paulinen.

## Geschiedenis
De congregatie werd in 1530 in Milaan gesticht door Antonius Maria Zaccaria (1502-1539) die aanvankelijk geneesheer was. Deze arts leefde sterk mee met de armen en de behoeftigen. 
Zijn empathie leidde ertoe dat hij zich geroepen voelde tot het priesterambt. De nobelen Barthélemy Ferrari en Jacopo Antonio Morigia verenigden zich met hem, met als doel :  prediking, onderwijs van de jeugd en bekering door missiën teneinde “het niveau van het christelijk leven te verbeteren, en met alle mogelijke middelen tegemoet te komen aan de noden van de verlaten zielen”.
In 1533 werd pauselijke goedkeuring verkregen van Clemens VII, en in 1538 kreeg de congregatie het oude klooster van Sint-Barnabas in Milaan toegewezen als moederhuis. Vandaar de gebruikelijke naam: barnabieten.
Het was in die de tijd dat keizer Karel V (1500-1558) en koning Frans I van Frankrijk (1494-1547) in Lombardije en in het hertogdom Bourgondië hun rivale ambities uitvochten. Een epidemie had het leven gekost aan een derde van de bevolking. Gelijktijdig verspreidden de Duitse troepen de protestantse ideeën. Een nieuwe congregatie werd dan ook door de kerkelijke hiërarchie met voldoening onthaald.
De spiritualiteit van de orde was gebaseerd op de apostel Paulus, met bijzondere aandacht voor diens brieven. Vandaar ook de naam: paulinen.

## Erkenning

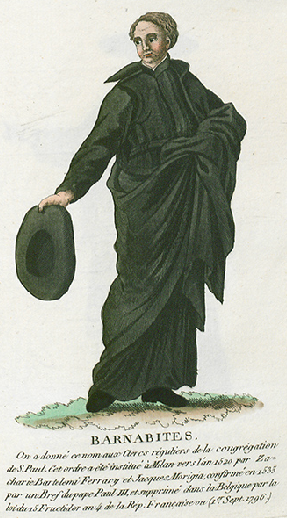
Barnabites

- 1533: pauselijke goedkeuring als bisschoppelijke congregatie, door paus Clemens VII;
- 1535: pauselijke goedkeuring als congregatie van pauselijk recht, door paus Paulus III;
- 1545: bijkomende toekenning van verscheidene voorrechten door dezelfde paus;
- 1552: gewijzigde constituties goedgekeurd door paus Julius III;
- 1579: na onderzoek door Carolus Borromeüs, aartsbisschop van Milaan: goedkeuring van de definitieve constituties door paus Gregorius XIII.

## Uitbreiding
Na het aartsbisdom Milaan, breidde de congregatie weldra uit tot Pavia, Cremona, Vicenza, Verona en Venetië.
Daarenboven stichtten de barnabieten scholen en kloosters in Spanje, Oostenrijk, Tsjechië (landstreek: Bohemen) en in Frankrijk (Béarn) waar ze door de Franse koning Hendrik IV (1553-1610) in 1608, twee jaar voor zijn dood, werden geroepen.
De barnabieten hadden immers in 1605 beslist om een nieuwe vorm van apostolaat te beoefenen. Alhoewel ze nooit de pastorale dienst vaarwel zegden, werd het onderwijs in scholen langzamerhand hun voornaamste activiteit. Zo werden onder meer Marco Minghetti, Giuseppe Gorani, Giuseppe Parini, Paolo Frisi, Guido Gozzano, Ferdinando Fontana, Carlo Pellegrini, Eugenio Montale, Francesco Domenico Guerrazzi, en Gabrio Maria Nava door hen opgeleid.
De eerste missies in het buitenland, met name in Frankrijk, Oostenrijk en Bohemen, dateren van deze periode. Keizer Ferdinand II (1578-1637) van het Heilige Roomse Rijk nodigde hen in 1627 uit, in de hoop de verspreiding van het protestantisme te voorkomen.
Paus Clemens XI (1649-1721) (paus van 1700 tot 1721) zond in 1718 vijf barnabieten op missie naar de Chinese keizer om -tevergeefs- te trachten een conflict in verband met Chinese riten op te lossen. 
De inspanningen die op het gebied van onderwijs door de orde geleverd werden, hebben ertoe bijgedragen dat verscheidene barnabieten grote geleerden en wetenschappers werden (zie de rubriek: “Personaliteiten” hierna).
De 18de eeuw was voor de orde de gouden eeuw, dankzij de achting en waardering die ze genoot bij paus Benedictus XIV (°1675 †1758) (paus van 1740 tot 1758) en bij de wereldlijke machthebbers. Sedert die tijd is de hoofdzetel in Rome gevestigd.
In de 19de eeuw had de Barnabietenorde leden in Italië, Spanje, Frankrijk, en België (Barnabietenkerk te Brussel). Gedurende de 20ste eeuw breidde dit uit tot Brazilië, de Filipijnen, en de Democratische Republiek Congo.
Thans hebben de barnabieten parochies in Warschau (Polen),  Albanië, Ontario (Canada), Chili, evenals in de Verenigde Staten:  de staten  New York, Pennsylvania, en Californië.
Einde 2005 telde de congregatie 64 huizen en 381 leden waarvan 291 priesters.
De generaal-overste is sedert 24 juli 2012 de Braziliaan P. Francisco Chagas Santos da Silva.

## Personaliteiten
De volgende personaliteiten waren barnabiet:
- Côme d'Ossène ;
- Alexandre Sauli (1534-1592), 6de generaal-overste (1567), nadien bisschop van Aléria (1570);
- Agostino Tornielli (1543-1622), Italiaanse geleerde;
- Antonio Philibert Albert Bailly (1605-1691) bisschop van Aoste van 1659 tot 1691;
- Basile Fleureau (1612-1674), Frans historicus en geleerde, professor “filosofie” aan het college van Montargis,  overste van de barnabieten te Étampes van 1662 tot 1668;
- Pater Jean-Pierre Niceron (1685-1738), Frans schrijver;
- Giacomo Antonio Morigia, Italiaans kardinaal met als titel “Kardinaal-priester van Sint-Cecilia in Trastevere”;
- Sint-Franciscus-Xavier Bianchi (1743-1815);
- Barnaba Oriani (1752-1832), Italiaans wetenschapper en astronoom;
- Hyacinthe-Sigismond Gerdil, Italiaans kardinaal (1784-1802) met als titel “Kardinaal-priester van Sint-Cecilia in Trastevere”;
- Sergio Pagano (°1948), Italiaans titulair bisschop van Celenae, prefect van de “Geheime Archieven” van het Vaticaan, sedert 2007.